# Ciprinide
Cyprinidae este numele unei familii taxonomice de pești, numită și „familia crapului”. Ea cuprinde ca. 2.500 de specii de peștii, fiind cea mai numeroasă familie din categoria peștilor osoși (Osteichthyes). Acești pești au un areal de răspândire care se întinde în America de Nord, Europa, Africa și Asia.

## Caractere generale
Speciile din această familie pot avea o lungime sub 2 cm, putând atinge uneori în cazuri excepționale o lungime de peste 2 m. Peștii sunt lipsiți de dentiție, care este înlocuită de o formațiune osoasă în apropiere de faringe asemănătoare dinților așezați pe două trei rânduri. Cyprinidaele nu au stomac propriu-zis: esofagul se continuă direct cu intestinul. Vezica înotătoare este compartimentată si legată prin opt oscioare de urechea internă.

## Răspândire

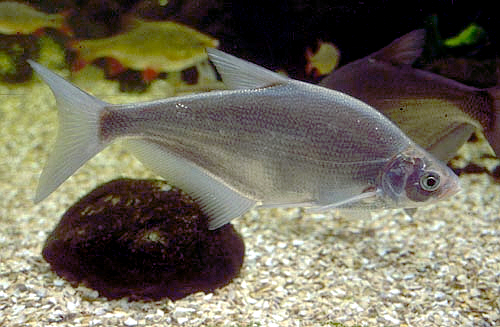
Abramis ballerus

Inițial peștii au fost răspândiți pe toate continentele cu excepția Noii Zeelande, Madagascarului, Americii de Sud și insulelor din Oceania. Ei trăiesc de obicei în apele dulci cazuri de excepție „Leuciscus idus”, „Abramis brama” și „Pelecus cultratus” care trăiesc  în Marea Baltică sau ape sărate de pe continent care au un conținut de sare între 1 ‰ și 10 ‰. 

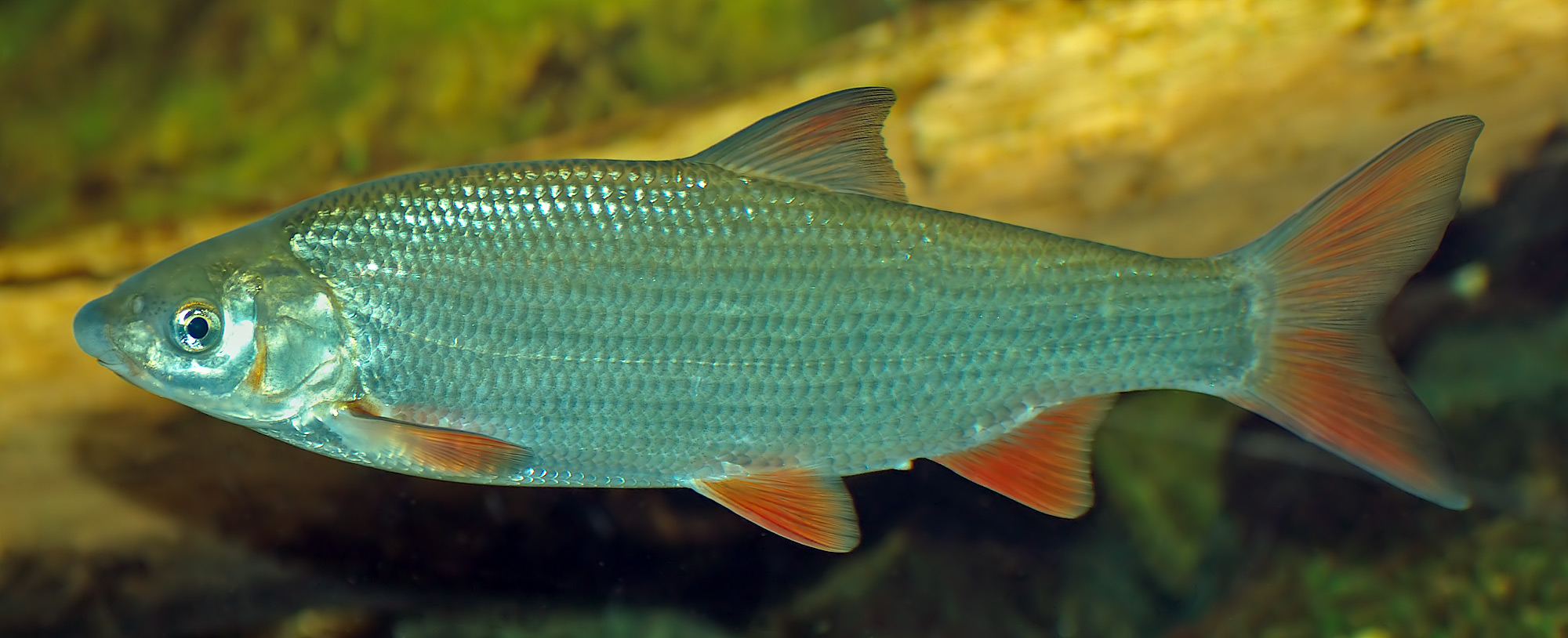
Chondrostoma nasus

In Asia speciiile Scardinius sunt pești care pot trăii și în mare. In Europa peștii din această familie nu trăiesc în Norvegia, Islanda și peninsula Kola. In Africa și Asia acești pești ne se pot întâlni în regiunile de deșert ca Sahara sau peninsula Arabică. 

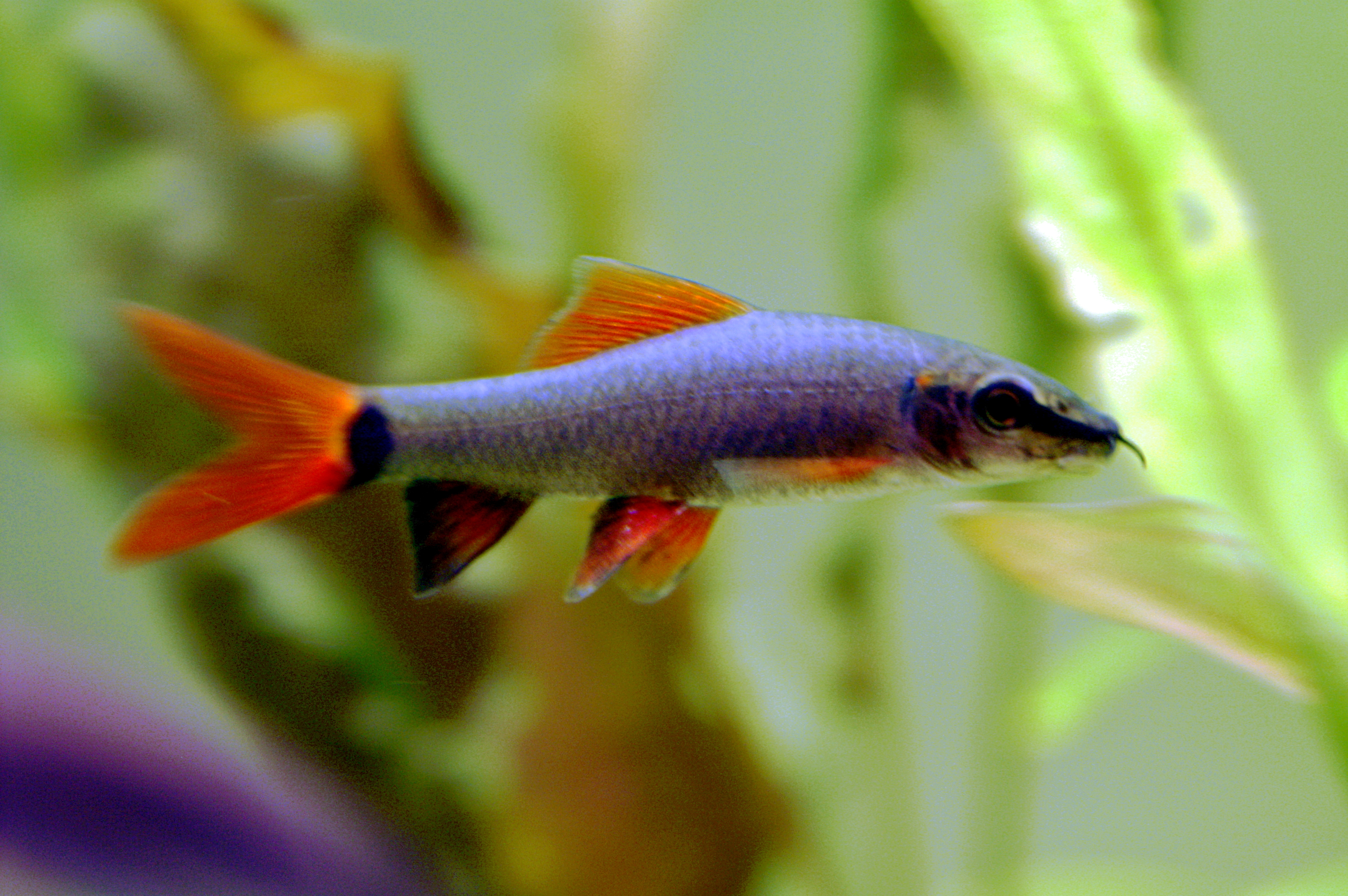
Epalzeorhynchos erythrurus

De asemenea nu se pot întâlni în regiunile polare ca Siberia  de Nord, aproape de cercul polar, peninsula Kamceatka, nordul insulelor Filipine, Sulawesi, la est de linia Wallace, Noua Guinee, Australia și Madagascar ca și toate insulele din Oceania. In America de Nord peștii trăiesc între cercul polar și tropicul racului, nu trăiesc pe Terranova sau în nordul Labradorului, iar în Alaska se pot întâlni numai pe cursul superior și mijlociu al fluviului Yukon. Unele specii endemice ca „Pseudophoxinus stymphalicus”, care trăiesc în Peloponez sau Grecia centrală au un areal de răspândire foarte redus. Cyprinidaele constituie o sursă importantă de hrană pentru om, în unele țări mai puțin dezvoltate fiind principala sursă de hrană.

## Hrănire
Majoritatea peștilor din această familie consumă hrană vegetală, alge dar și  animală ca nevertebrate mici. Cazuri de excepție sunt „Ctenopharyngodon idella” și  „Hypophthalmichthys molitrix” care consumă numai fitoplancton iar avatul „Aspius aspius” care este un pește răpitor.